# Cua D/M/1
En teoria de cues, una disciplina dins de la teoria matemàtica de la probabilitat, una cua D/M/1 representa la longitud de la cua en un sistema amb un servidor únic, on les arribades es produeixen a intervals regulars fixos i els requisits del servei dels treballs són aleatoris amb una distribució exponencial. El nom del model està escrit en la notació de Kendall. Agner Krarup Erlang va publicar per primera vegada una solució per a la distribució estacionària d'una cua D/M/1 i D/M/c (el model amb c servidors), el 1917 i el 1920.

## Definició del model
Una cua D/M/1 és un procés estocàstic, l'espai d'estats del qual és el conjunt {0,1,2,3, ...} on el valor correspon al nombre de clients del sistema, inclosos els que hi ha actualment en servei.
- Les arribades es produeixen de manera determinista a β temps fixats
- Els temps de servei es distribueixen exponencialment (amb el paràmetre de velocitat μ).
- Un servidor únic serveix els clients cada un des de la part frontal de la cua, segons una disciplina FIFO (primer a arribar - primer a ser servit). Quan el servei ha estat completat, el client deixa la cua i el nombre de clients del sistema es redueix 1.
- La memòria cau (buffer) té una mida infinita, de manera que no hi ha cap límit en el nombre de clients que pot contenir.

## Distribució estacionària
Quan μβ > 1, la cua té una distribució estacionària
{\displaystyle \pi _{i}={\begin{cases}0&{\text{ quan }}i=0\\(1-\delta )\delta ^{i-1}&{\text{ quan }}i>0\end{cases}}}
on δ és l'arrel de l'equació δ = e-μβ(1 – δ) amb el valor absolut més petit.

### Temps d'inactivitat
El temps estacionari mitjà d'inactivitat de la cua (període amb 0 clients) és β – 1/μ, amb una variància de (1 + δ − 2μβδ)/μ²(1 – δ).

### Temps d'espera
El temps estacionari mitjà d'espera per arribar als llocs de treball és (1/μ) δ/(1 – δ).